# 今野瞳
今野 瞳（こんの ひとみ、1998年9月22日 - ）は、熊本県出身の女子サッカー選手。岡山湯郷Belle所属。ポジションはディフェンダー。

## 来歴
2人の兄の影響で6歳の時にサッカーを始める。アメリカの短期大学在籍時、全米女子サッカー選手権で優勝。
2024年12月24日、岡山湯郷Belleとの契約更新が発表された。

## 所属クラブ
- 上南サッカークラブ（神奈川県相模原市）
- JAPANサッカーカレッジ
- タイラージュニアカレッジ（アメリカ・テキサス州）
- 2021年 - 岡山湯郷Belle